# Reston (Lincolnshire)
Pour les articles homonymes, voir Reston.
Reston est une paroisse civile du Lincolnshire, en Angleterre.